# 계림초등학교
계림초등학교는 대한민국 경상북도 경주시 북부동에 있는 공립 초등학교이다.

## 학교 연혁
- 1907년 4월 1일 공립경주보통학교 개교
- 1911년 11월 1일 경주공립보통학교(4년제) 개편
- 1921년 4월 1일 6년제 개편
- 1938년 4월 1일 계림공립심상소학교로 개칭[1]
- 1941년 4월 1일 계림공립국민학교로 개칭[2]
- 1956년 4월 1일 교사 이전 (현 위치)
- 1977년 4월 30일 체육관 준공
- 1981년 5월 6일 흥무국민학교 분리
- 1991년 1월 14일 병설유치원 설립인가
- 1996년 3월 1일 계림초등학교로 개칭[3]
- 2007년 4월 1일 개교 100주년 기념식
- 2019년 9월 1일 제37대 전영선 교장 취임
- 2020년 1월 6일 제111회 졸업(33명 졸업, 총 25,832명)
- 2020년 3월 1일 초등 7학급(특수 학급 1학급 포함), 병설유치원 3학급 편성

## 참고 자료
- 계림초등학교 - 한국교육학술정보원 학교알리미